# Плешкой
Плешкой (рум. Pleșcoi) — село у повіті Бузеу в Румунії. Входить до складу комуни Берка.
Село розташоване на відстані 105 км на північний схід від Бухареста, 16 км на північний захід від Бузеу, 103 км на захід від Галаца, 96 км на південний схід від Брашова.

## Населення
За даними перепису населення 2002 року у селі проживали 944 особи, з них 943 особи (99,9%) румунів. Усі жителі села рідною мовою назвали румунську.